# Il sole dentro (film)
 Il sole dentro  è un film italiano del 2012 diretto da Paolo Bianchini. Tratto dalla vera storia di Yaguine Koita e Fodè Tounkara, il film è stato presentato e premiato al Giffoni Film Festival.

## Trama
La prima è la storia di Yaguine e Fodè, due adolescenti guineani che scrivono, a nome di tutti i bambini e i ragazzi africani, una lettera indirizzata “alle loro Eccellenze, i membri responsabili dell'Europa“, chiedendo aiuto per avere scuole, cibo e cure. Con la preziosa lettera in tasca Yaguine e Fodè si nascondono nel vano carrello di un aereo diretto a Bruxelles. Inizia così il loro straordinario viaggio della speranza. Quando l'aereo atterra a Bruxelles, un tecnico scopre abbracciati i corpi assiderati di Yaguine e Fodè, accanto alla lettera indirizzata “Alle loro Eccellenze”. DalI'Europa all'Africa, fatto da altri due adolescenti ed il loro pallone. È la storia del tredicenne Thabo, immigrato originario di N'Dula, un villaggio africano che nemmeno lui sa dove si trovi esattamente, accompagnato dal suo amico Rocco, quattordicenne di Bari provengono dal Sud di quell'Europa piena di contraddizioni, che attira e respinge i popoli, come le onde del mare che unisce e divide. Entrambi i ragazzi sono vittime della tratta dei baby calciatori, dalla quale stanno fuggendo. Attraversano tutto il deserto con solo un po' di pane e una bottiglietta d'acqua, e dopo 3 mesi arrivano finalmente ad N'Dula.

## Yaguine e Fodè
Il 29 luglio del 1999 due adolescenti guineani, Yaguine Koita, di 15 anni, e Fodé Tounkara, di 14, dopo aver scavalcato la rete di recinzione dell'aeroporto di Conakry, riescono a nascondersi nel vano carrello di un Airbus 300 della Sabena diretto a Bruxelles. In tasca hanno una lettera da consegnare ai “grandi del mondo” a nome di tutti i loro compagni africani, per essere aiutati a studiare e a crescere prima di tutto culturalmente in un paese, l'Africa, dove l'istruzione è un privilegio per pochi. All'aeroporto di Bruxelles alcuni tecnici addetti all'ispezione dell'aereo ritrovarono abbracciati, forse nel tentativo di trasmettere l'un l'altro un poco di calore, i corpi senza vita di Yaguine e Fodè. A quella lettera non è mai stata data una risposta.
Nel mese di marzo 2009 Paolo Bianchini, regista e ambasciatore dell'UNICEF, accompagnato dal giornalista Piero De Gennaro, da Sabina Bianchini e Giuseppina Capozzi collaboratrici di Alveare Cinema, con la collaborazione della comunità di Sant'Egidio, ha incontrato in Guinea i genitori dei due ragazzi che offrirono la loro vita in nome dei più elementari diritti umani.

## Riconoscimenti
Il film è stato riconosciuto come "film di interesse culturale" da parte del Ministero per i Beni e le Attività Culturali. Il film ha ricevuto il patrocinio di UNICEF, Save the Children, Comunità di Sant'Egidio, FIGC e Agiscuola.
Premiato al Festival di Giffoni 2012 nella sezione +10
Premiato al 22° Scrittura e Immagine Chieti Film Festival

## Produzione
Il film è stato girato in Italia e in Africa.
In Italia, grazie alla collaborazione con l'Apulia film commission, il film è girato a maggio 2011 in Puglia con tante comparse locali: in particolare a Bari, con la Baia di San Giorgio trasformata nella Guinea. Le riprese in Africa sono state girate in Tunisia, a Tozeur, l'ultima oasi ai margini del Sahara.

## Distribuzione
La distribuzione è curata nelle sale da Medusa Film. Il film è nelle sale a partire dal 15 novembre 2012, in tutta Italia.